# Виній Врх (Шмарєшкі Топлиці)
Виній Врх (словен. Vinji Vrh) — поселення в общині Шмарєшкі Топлиці, регіон Південно-Східна Словенія, Словенія.